# Qīlehlīq
Qīlehlīq är en ort i Iran.   Den ligger i provinsen Västazarbaijan, i den nordvästra delen av landet, 700 km nordväst om huvudstaden Teheran. Qīlehlīq ligger 1 562 meter över havet och antalet invånare är 645.
Terrängen runt Qīlehlīq är kuperad åt nordost, men åt sydväst är den bergig. Qīlehlīq ligger nere i en dal. Runt Qīlehlīq är det ganska tätbefolkat, med 75 invånare per kvadratkilometer. Närmaste större samhälle är Fīrūraq, 16,3 km nordost om Qīlehlīq. Trakten runt Qīlehlīq består i huvudsak av gräsmarker.